# Huis Keulen
Het huis Keulen was een doorsnee laat-middeleeuws woonhuis aan het Rotterdamse Westnieuwland. Het deel van deze straat waaraan dit huis was gelegen, heette sinds 1906 de Grote Markt. In de 16e en 17e eeuw werd het  huis "Coelen" genoemd. Het huis werd tijdens het bombardement op Rotterdam in 1940 vernietigd.
Van het huis Keulen is de binnenpui bewaard gebleven. Deze bestond uit een portiek van blauw-groen geschilderd eikenhout. Het was ruim drie meter hoog en ruim vijf en een halve meter breed. De twee togen werden gedragen door drie gecanneleerde pilasters: een in het midden en twee gehalveerde op de beide hoeken. Deze bevatten Korinthische kapitelen, De bogen van de togen waren van lindenhout en versierd met uitgesneden eikenbladmotieven. De pui is sinds 1871 in het bezit van het Rijks Oudheidkundig Genootschap en sinds 1885 in permanente bruikleen bij het Museum Rotterdam. Het binnenportaal is in 1988 gerestaureerd voor een tentoonstelling in het Schielandshuis. Tijdens het onderzoek werd duidelijk dat twee zijpilasters later waren toegevoegd. Van het huis is ook een rechthoekige, eikenhouten bovendorpel uit de eerste helft van de 18e eeuw bewaard gebleven met het opschrift "Keulen" waar rondom acanthusmotieven zijn uitgesneden.
Op de locatie van het vroegere huis 'Keulen' staat anno 2014 de Rotterdamse Markthal.